# ゲーリー・サウスショア・レイルキャッツ
ゲーリー・サウスショア・レイルキャッツ（Gary SouthShore Railcats）は、プロ野球独立リーグのアメリカン・アソシエーション（東地区）に加盟しているプロ野球チーム。本拠地は、アメリカ合衆国インディアナ州ゲーリー。

## 歴史
2002年に創設され、同年からノーザンリーグで活動を開始。同年は、本拠地を持たないロードチームとしてシーズンを過ごした。
2003年から、U.S. Steel Yardを本拠地として使用している。
リーグチャンピオンシップには2005年から4年連続で出場しており、うち2回優勝している（2005年、2007年）。
2011年、ノーザンリーグの解散に伴い、アメリカン・アソシエーションに移籍。
2020年は、新型コロナウイルスの感染拡大によりリーグ戦が6球団による短縮開催となり、その中には選ばれなかったため、活動休止となった。
2021年に2シーズンぶりにリーグ戦に復帰した。

## 所属選手
- ルイス・デロスサントス（2002） - 元：読売ジャイアンツ
- ウェス・チェンバレン（2003） - 元：千葉ロッテマリーンズ
- ハワード・バトル（2003） - 元：阪神タイガース
- 三澤興一（2008） - 元：読売ジャイアンツ、大阪近鉄バファローズ、ヤクルトスワローズ、中日ドラゴンズ
- ブラッド・ボイルズ（2008） - 元：福岡ダイエーホークス
- ランドール・サイモン（2010） - 元：オリックス・バファローズ
- 坪井智哉（2012） - 元：阪神タイガース、北海道日本ハムファイターズ、オリックスバファローズ
- 松家卓弘（2013） - 元：横浜ベイスターズ、北海道日本ハムファイターズ
- ジョナサン・ジョーンズ（2015） - 2020年東京オリンピックの野球メキシコ代表
- 深江真登（2016） - 元：オリックス・バファローズ
- 久保康友（2018） - 元：千葉ロッテマリーンズ、阪神タイガース、横浜DeNAベイスターズ
- 赤沼淳平（2018）
- 妹尾克哉（2020） - 元：香川オリーブガイナーズ [2]